# Radwanków Królewski
Radwanków Królewski – wieś sołecka w Polsce położona w województwie mazowieckim, w powiecie otwockim, w gminie Sobienie-Jeziory. 
Wierni Kościoła rzymskokatolickiego należą do parafii Wszystkich Świętych w Sobieniach-Jeziorach.
W latach 1975–1998 miejscowość administracyjnie należała do województwa siedleckiego.
Z Radwankowa Królewskiego pochodzi znany autor wspomnień wojennych i publikacji poświęconych historii regionu Jan Lempkowski.